# Manou (Eure-et-Loir)
Manou település Franciaországban, Eure-et-Loir megyében. Lakosainak száma 606 fő (2022. január 1.). Manou Senonches, Les Menus és Longny les Villages községekkel határos.

## Népesség
A település népességének változása:
| Lakosok száma | 392  | 474  | 433  | 545  | 577  | 590  | 597  | 592  | 592  | 606  |
|               | 1968 | 1982 | 1990 | 2006 | 2013 | 2015 | 2017 | 2019 | 2020 | 2022 |